# Melmatěj
Melmatěj je osada při bývalém mlýně na Klabavě. Leží při silnici II/117, na které je zastávka autobusu Strašice, Melmatěj. Nedaleko osady stával hrad Vimberk (také Melmatěj).
Během Květnové revoluce po komunikaci ustupovaly západním směrem německé jednotky. Příslušníci SS tu a v blízkém okolí zavraždili 6. května 1945 Karla Klíra, Václava Michala, Vavřince Vacíka a Miloslava Mencla. Zavražděné připomíná čtveřice pomníčků vztyčená u autobusové zastávky.